# Kragspegel
Kragspegel är en matta som bärs på kragen till en uniform. På mattan anbringas olika tjänstetecken för att ange truppslag, militär grad eller annat. Ibland är kragspegeln i avvikande färg.

## Ryssland
I Ryssland bildar kragspeglar i truppslagsfärger underlag för truppslagstecken i det militära. Före 1943 bars istället gradbeteckningarna på kragspeglar i olika truppslagsfärger. På civiluniformer bärs tjänsteklassbeteckningar fortfarande ofta på kragspeglarna.

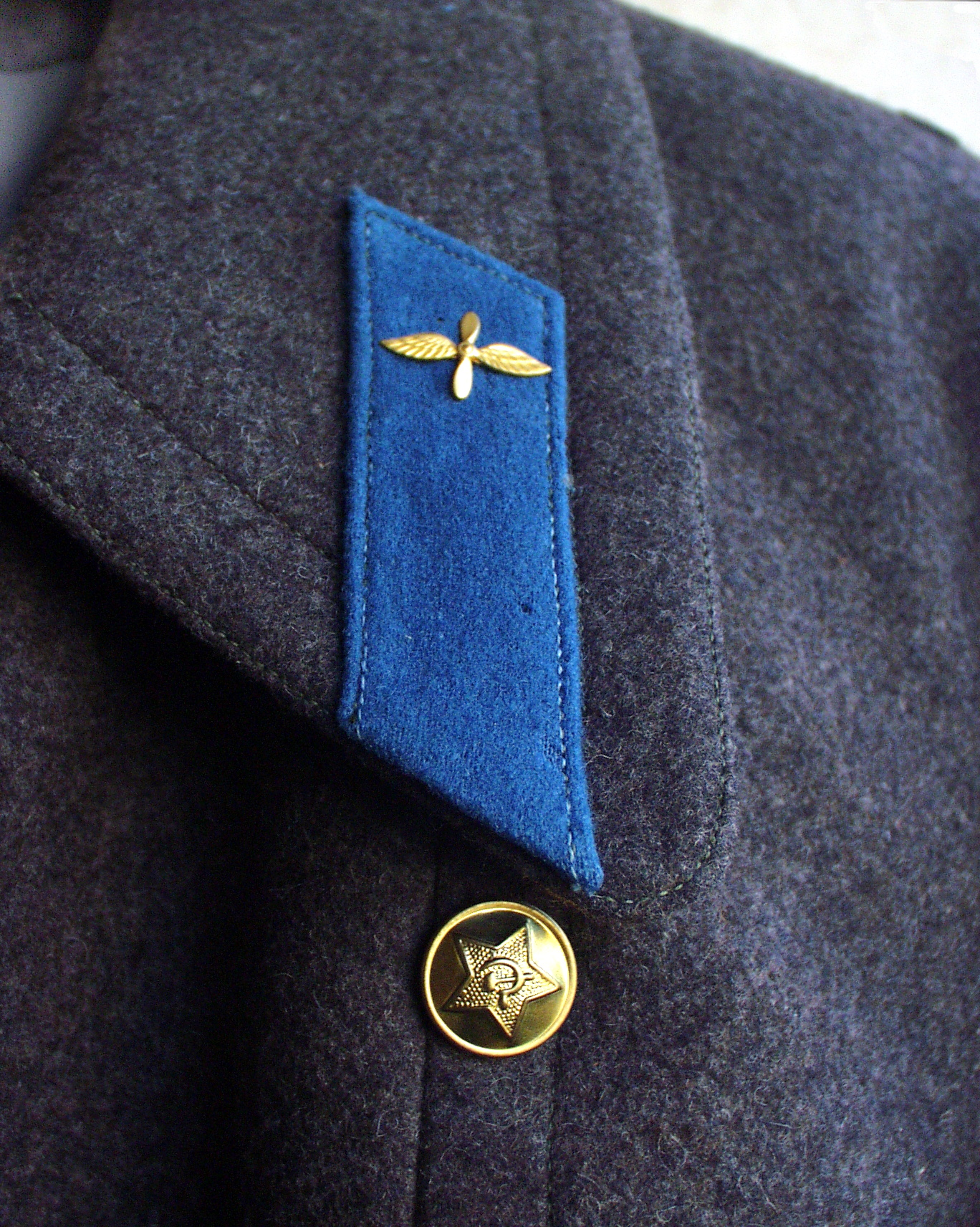
Ljusblå kragspegel med truppslagstecken för flygvapnet på kappa m/1958.
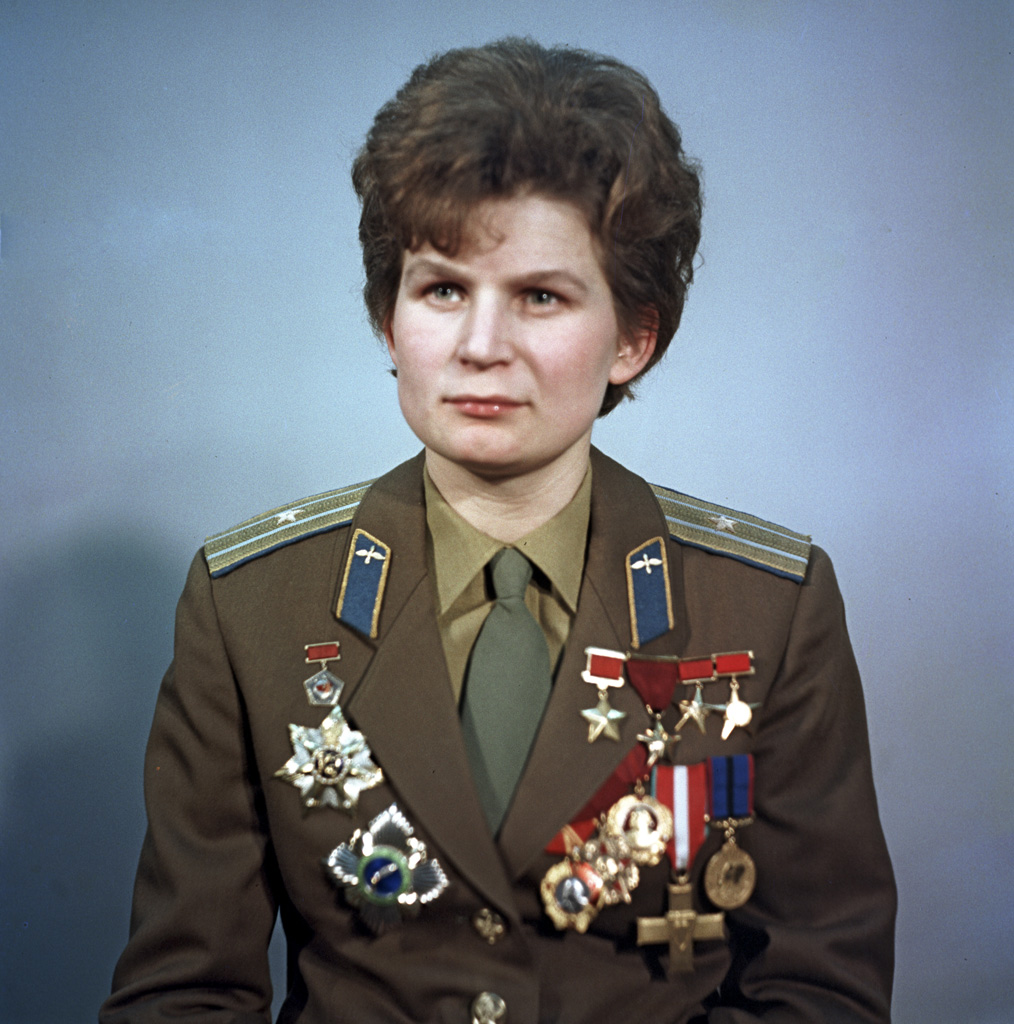
Kosmonauten Valentina Teresjkova i uniform med blå kragspeglar med gula officerspaspoaler och flygvapnets truppslagstecken.
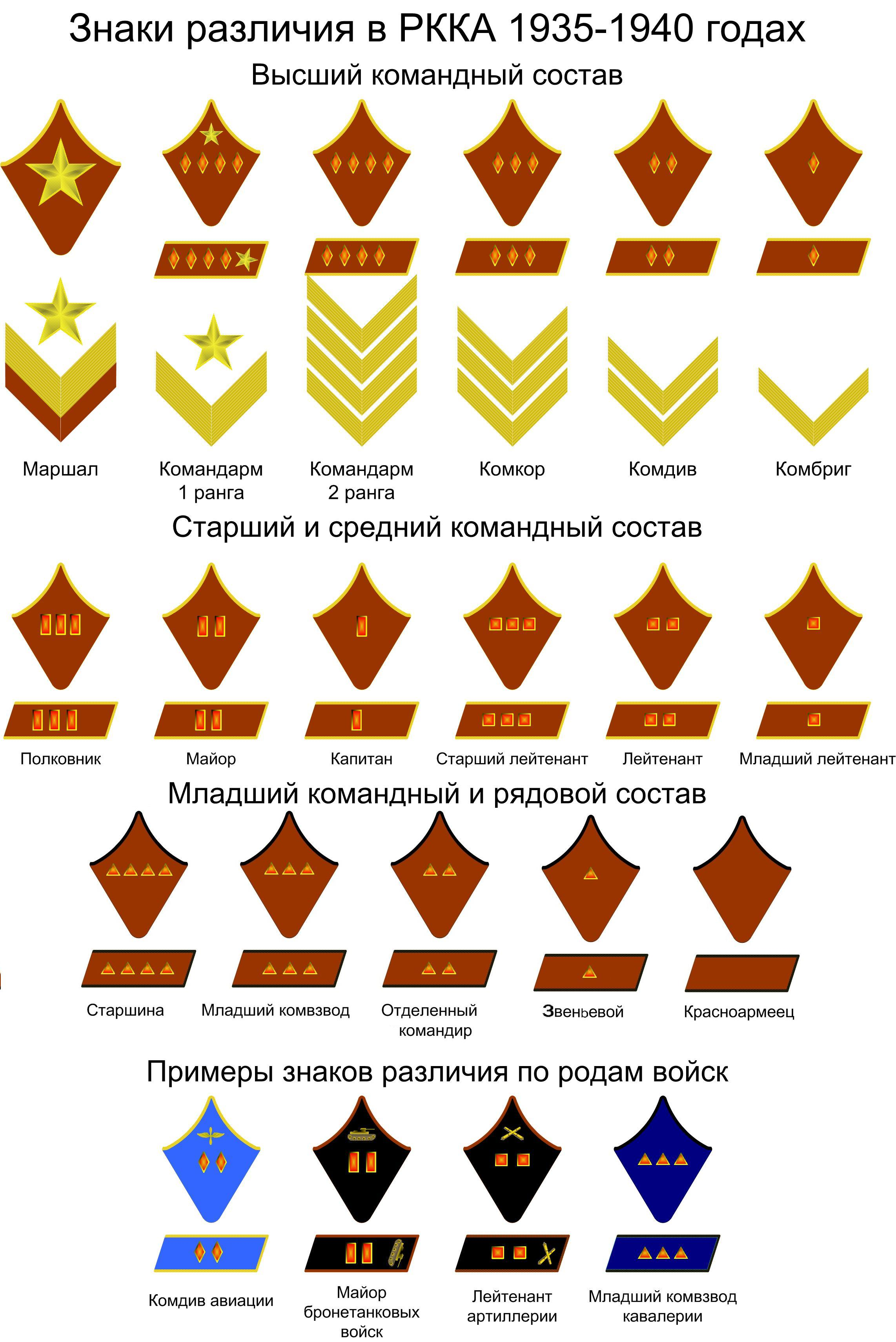
Gradbeteckningar i Röda Armén 1935-1940.

## Storbritannien och Samväldet
I Storbritannien, i samväldesländerna och andra före detta brittiska kolonier bärs kragspeglar av generalspersoner och högre stabsofficerare.

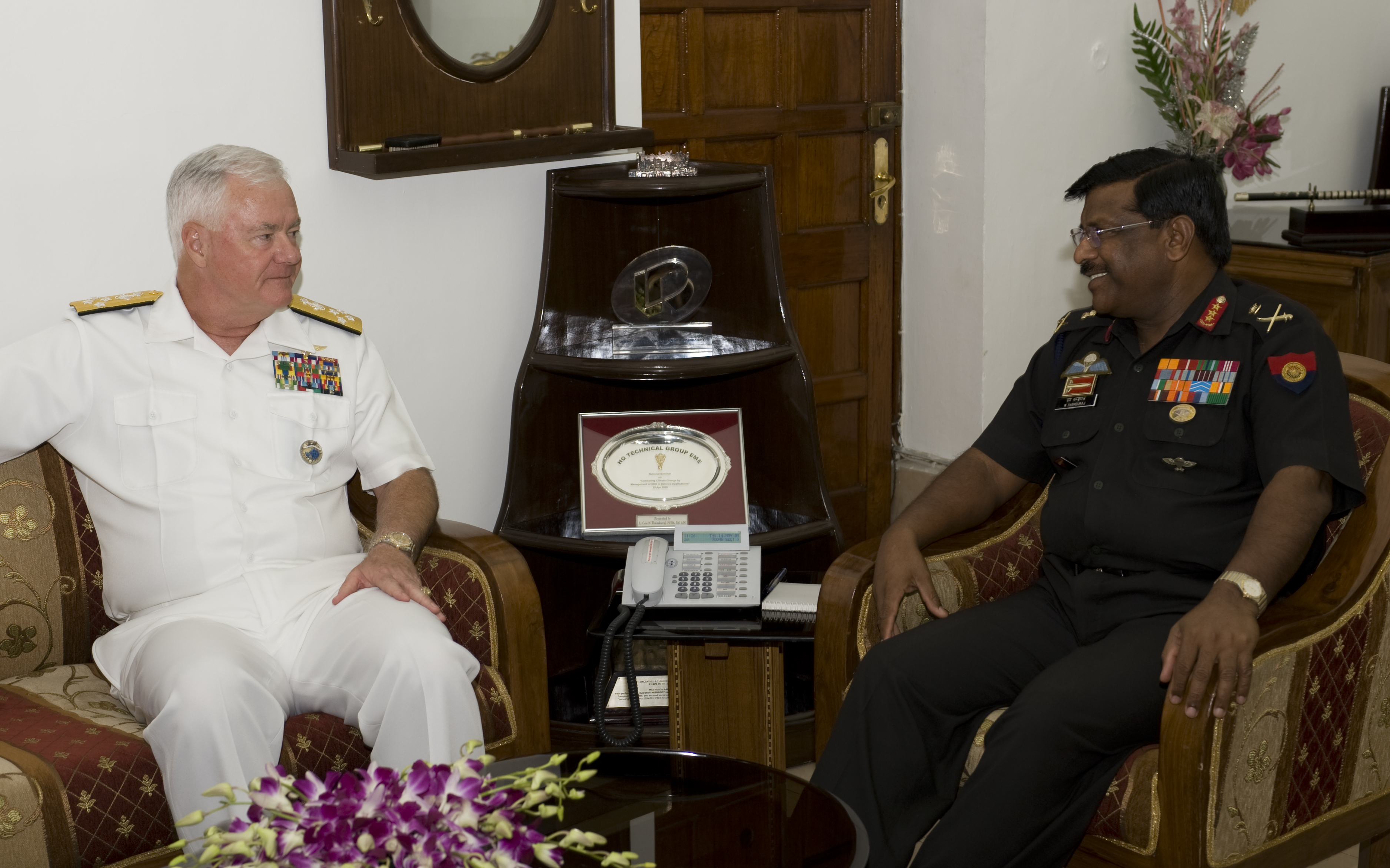
Indisk general (till höger).
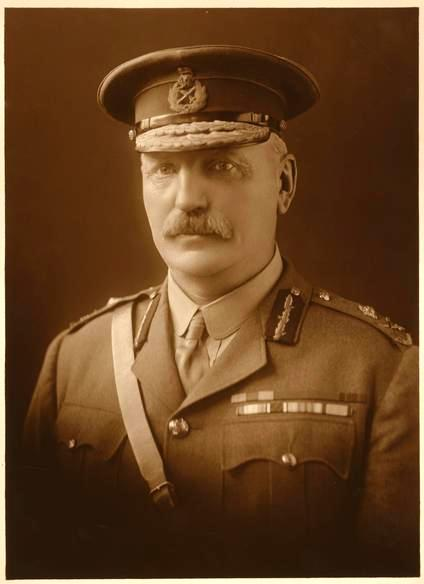
Australisk general 1919.
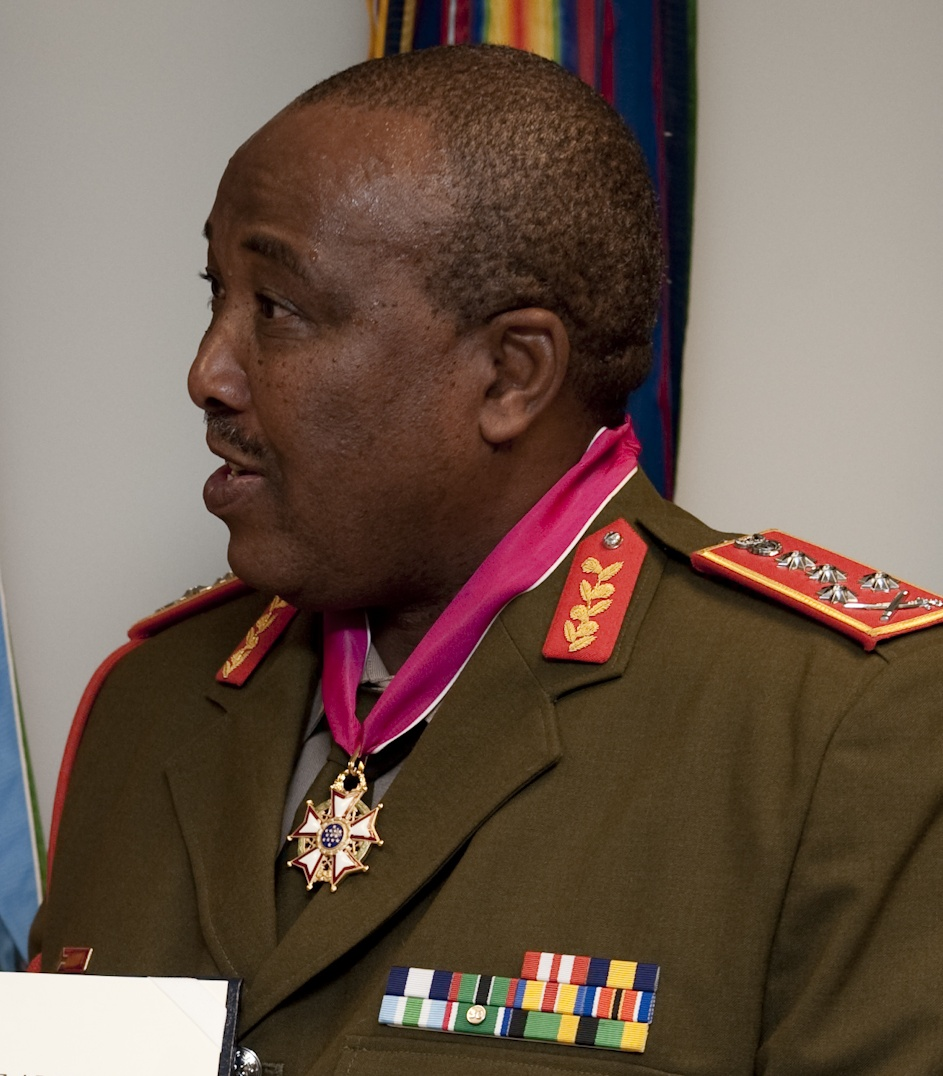
Sydafrikansk general.

## Sverige
I Sverige infördes kragspegel på arméuniformer 1845. På fältuniform 90 bärs truppslagstecken och gradbeteckningar på högra respektive vänstra kragspegeln. På uniform m/87A bär ingenjörstrupperna och trängtrupperna kragspeglar som underlag för sina truppslagstecken.

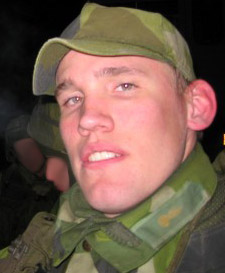
Kragspegel med artilleriets truppslagstecken.
Kragspegel med truppslagstecken för infanteriet.
Kragspegel med gradbeteckning för regementsförvaltare
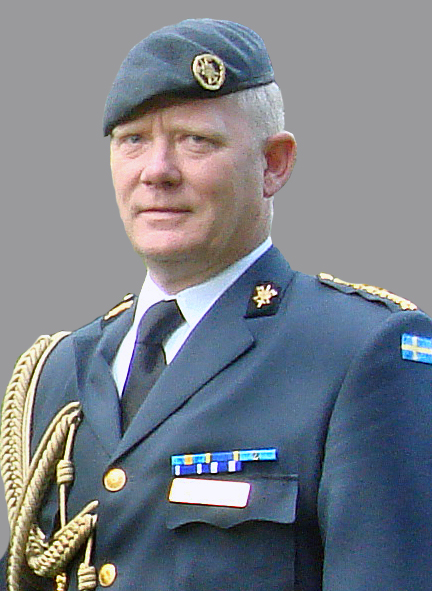
Ingenjörstruppernas svarta kragspeglar.
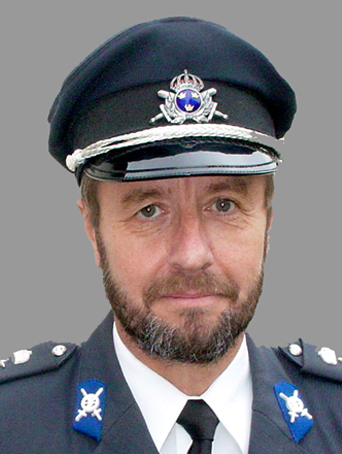
Trängtruppernas blå kragspeglar.

## Tyskland
Kragspeglar med underlag i olika färger fungerar som truppslagstecken på daglig dräkt för personal tillhörig Bundeswehr (Heer).

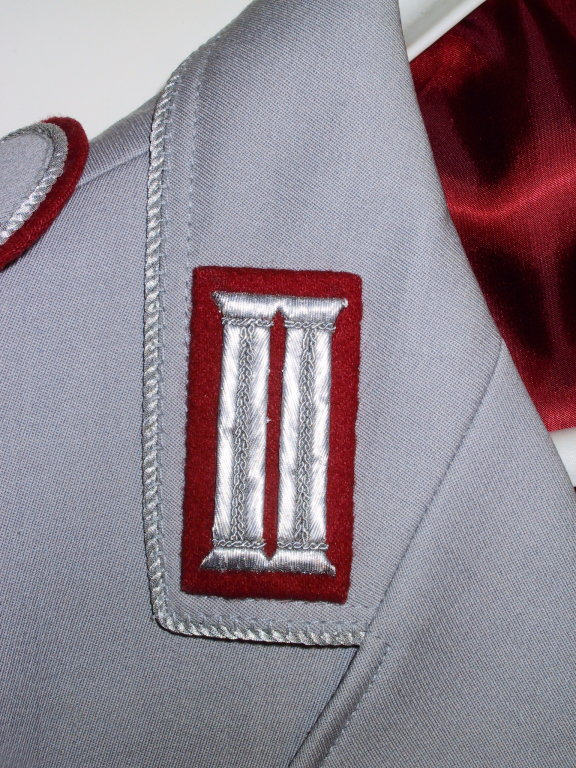
Högröda kragspeglar för artilleriet.
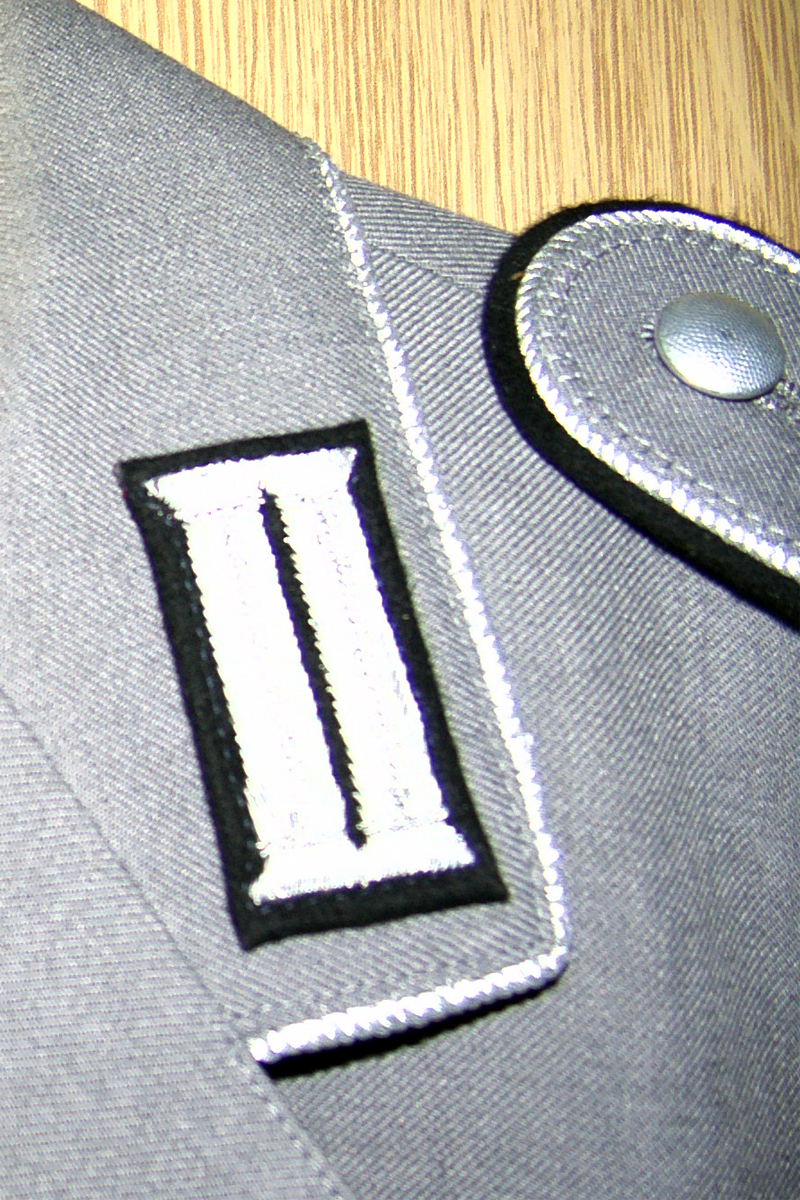
Svarta kragspeglar för ingenjörstrupperna.

## Österrike
I Bundesheer används kragspeglar i olika färger som truppslagstecken och som underlag för gradbeteckningar. I Bundespolizei används kragspeglar i olika färger för att ange tjänstegrenar och som underlag för facktecken och gradbeteckningar. 

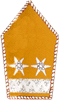
Gul kragspegel betecknar spaningstrupperna. Här med gradbeteckning för Förste sergeant.
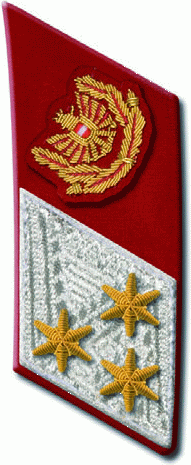
Röd kragspegel för polisen i allmänhet. Här med gradbeteckning för polisinspektör och facktecken för allmän polistjänst.
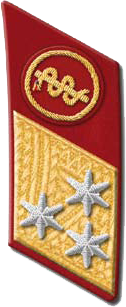
Klarröd kragspegel för polisläkare. Här med gradbeteckning för biträdande polisöverläkare och facktecken för polisläkare.
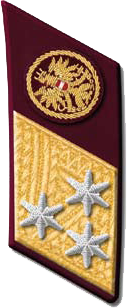
Mörkröd kragspegel för polisjurister. Här med gradbeteckning för polisöverintendent och facktecken för polisjurister.